# トーマス・アンダース

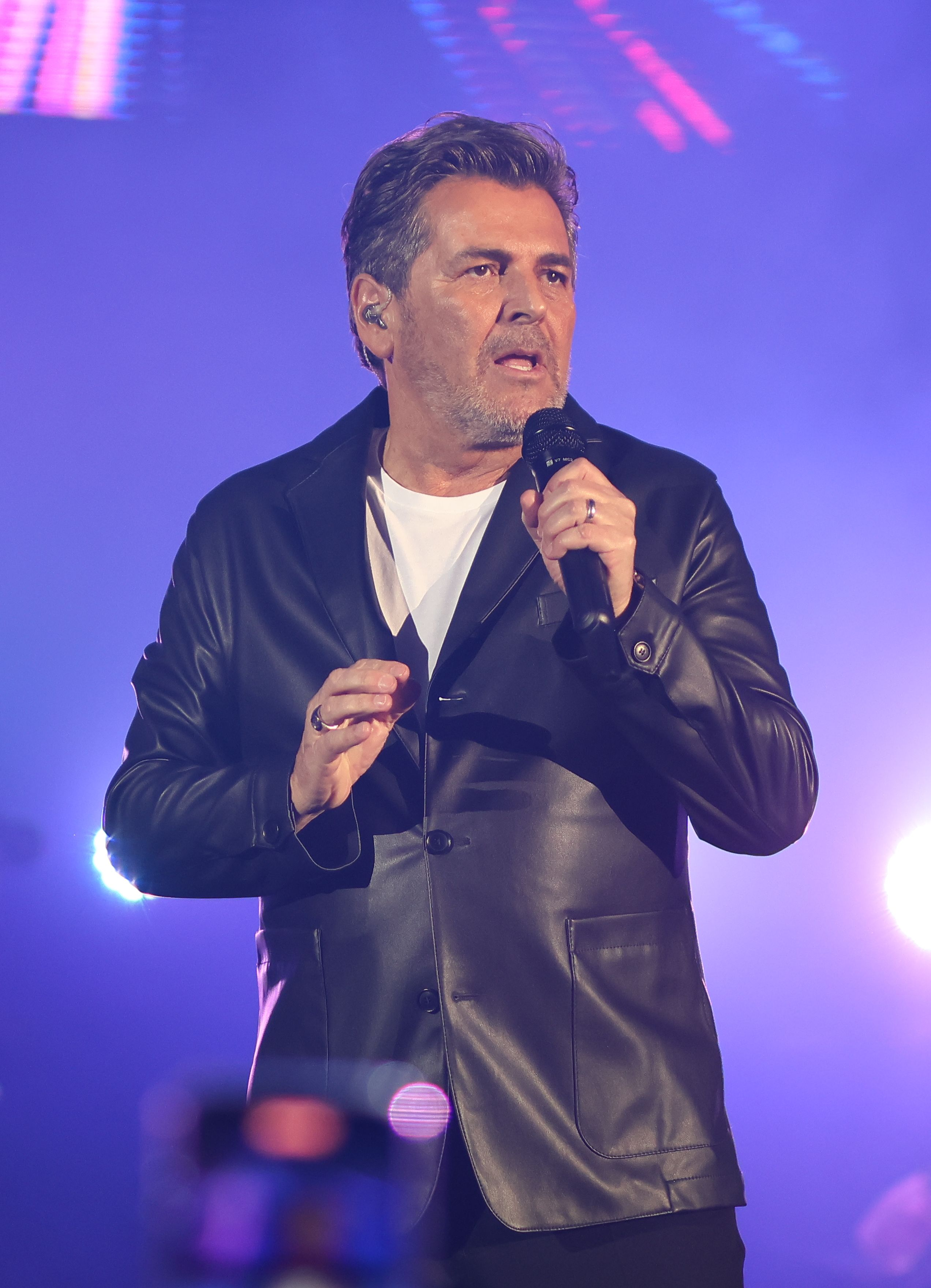
トーマス・アンダース (2023)

トーマス・アンダース（Thomas Anders, 1963年3月1日・コブレンツ - ）は、ドイツの歌手、作詞家、音楽プロデューサー。

## 略歴
- 1984年に、プロデューサーのディーター・ボーレンとモダン・トーキングを結成し、ボーカリスト・ピアニストとして活躍した。解散後はディーター同様ソロ活動をしていたが、1998年にモダン・トーキングを再結成。その後2003年まで活動した。現在も音楽活動を続けている。

## 人物
- トーマスはよくNORA（ノーラ）と書かれたペンダントを身に付けていたが、これは当時の妻の名前である。彼女は大変にトーマスを束縛しており、PVやステージの演出についてひどく口出しするようになったため、ディーターはこれに激怒し、結果的に一度目の解散の原因となった。
- ノーラとは1999年に離婚。翌年2000年に海外特派員の女性と再婚し、2002年には一男をもうけた。